# Feuchtwiesen Hörste
Die Feuchtwiesen Hörste sind ein Naturschutzgebiet mit einer Größe von 531,32 ha in Halle (Westf.). Sie sind damit das größte Naturschutzgebiet des Kreises Gütersloh. Das Gebiet wird mit der Nummer GT-005 geführt, ist in Teilen im Besitz des Landes Nordrhein-Westfalen und auch FFH-Gebiet (geführt unter dem Namen Ruthebach, Laibach, Loddenbach, Nordbruch). Es besteht aus vier Einzelflächen. 471,6 ha der Fläche wurden im Jahr 1989 unter Schutz gestellt.
Es wurde insbesondere zum Erhalt von feuchtem, offenen Grünland, eines traditionellen Brachvogelbrutgebietes und gefährdeter Pflanzengesellschaften der Feucht- und Nasswiesen ausgewiesen. Besonders bedeutsam ist der Lebensraum der mageren sandigen Wegränder, der sich in sehr artenreicher Ausbildung an zwei Stellen im Teilgebiet „Ruthebach“ findet.

## Beschreibung
Bei den Feuchtwiesen Hörste handelt sich um ein Niederungsgebiet, durch das die Alte Hessel, die Neue Hessel und die Nebenbäche Ruthebach, Laibach und Loddenbach fließen. Das Grundwasser steht hier sehr hoch, daher herrschen großflächig feuchte bis nasse Grünlandgesellschaften vor. Die Vegetation dieses Gebietes, entstanden aus jahrhundertelang gleichbleibender Bewirtschaftungsweise, war noch vor wenigen Jahrzehnten in der gesamten Region weit verbreitet, allerdings wurde durch Entwässerung der überwiegende Teil der Landschaft intensiv bewirtschaftbar gemacht. Die Flächen des Naturschutzgebietes hingegen werden nach und nach vom Land Nordrhein-Westfalen aufgekauft und an Landwirte zurückverpachtet, die sich im Gegenzug zu einer extensiven Wirtschaftsweise verpflichten.
Mit 62 vertretenen Arten der Roten Liste gefährdeter Arten des Landes Nordrhein-Westfalen und weiteren 22 Arten der Vorwarnliste des Landes hat das Gebiet eine herausragende Bedeutung für den Artenschutz. Das LANUV stuft die Feuchtwiesen Hörste darüber hinaus zusammen mit dem FFH-Gebiet Barrelpäule und dem Naturschutzgebiet Tatenhauser Wald als Biotopverbundsystem mit herausragender Bedeutung für die Grünlandgilde ein.
Eine Kooperation der Stadtwerke Münster, der Stadt Halle (Westf.) und der Technischen Werke Osning veröffentlichte im November 2023 Pläne für den Bau von sechs Windkraftanlagen mit einer Höhe von 200 und 250 Metern auf Standorten im Biotopverbund Barrelpäule/Feuchtwiesen Hörste.

## Flora
Im Naturschutzgebiet tritt mit Abstand am häufigsten die Weidelgras-Weißkleeweide auf. Weiterhin siedeln Glatthafer, Sumpfdotterblumen und Waldbinsen. An einer Stelle tritt Flutrasen in Form eines Knickfuchsschwanzrasens auf. Im Frühjahr blühen neben der Sumpfdotterblume auch Wiesenschaumkraut, Primel, Hahnenfuß und die Kuckucks-Lichtnelke. Weit verbreitet und in nennenswerten Beständen vorhanden sind hier auch Zittergräser, die Trauben-Trespe, das Sumpf-Weidenröschen und der Teufelsabbiss. Weitere Pflanzenarten sind unter anderem der Gewöhnliche Igelschlauch und die zweiblättrige Waldhyazinthe.

## Fauna
Der Kiebitz und der große Brachvogel sind die auffälligsten Vögel in diesem Gebiet. Als Brutvögel oder Durchzügler finden sich im Schutzgebiet darüber hinaus auch der Baum- und der Wiesenpieper, der Neuntöter, der Gartenrotschwanz, die Heidelerche, der Eisvogel, die Bekassine, der Flussregenpfeifer, der Rot- und der Grünschenkel, der Bruchwasserläufer, der Schwarzspecht, der Kranich, der Wespenbussard, die Rohrweihe sowie der Rotmilan. Weniger auffällig, aber auch gefährdet, sind die hier vorkommenden Fledermausarten Großer Abendsegler und Zwergfledermaus und die Insektenarten wie der Feldgrashüpfer, die Sumpfschrecke, die Kurzflüglige Schwertschrecke, die Gebänderte Prachtlibelle, das Kleine Granatauge, die Südliche und die Glänzende Binsenjungfer und der Aurorafalter.